# Родна кућа Шаму Михаља
Родна кућа Шаму Михаља је грађевина која је саграђена током Другог светског рата. С обзиром да представља значајну историјску грађевину, проглашена је непокретним културним добром Републике Србије. Налази се у Бачком Петровом Селу, под заштитом је Покрајинског завода за заштиту споменика културе Петроварадин.

## Историја
Шаму Михаљ је рођен 24. октобра 1904. године у Бачком Петровом Селу у сиромашној сељачкој породици, по занимању је био обућарски радник. Године 1927. се запослио у Новом Саду где је постао члан културног друштва „Абрашевић”, а 1928. је постао члан Савеза комуниста Југославије. У време шестојануарске диктатуре био је приморан да се врати у своје родно место. У Нови Сад се враћа 1932. где је био задужен за прикупљање црвене помоћи ради помагања породицама осуђених комуниста. Такође је радио и на организовању пољопривредних радника у синдикате. Пред 1. мај 1933. је организовао растурање летака због чега је био ухапшен, изведен пред суд и осуђен првобитно на три, а затим му је пресуда преиначена на пет година робије. Затвор је издржавао у сремско-митровачкој казниони. Из затвора је пуштен 1. маја 1938. године. Првих неколико месеци након тога је провео у родном селу, а затим се почетком 1939. настанио у Бечеју где је организовао месно партијско руководство које је ускоро прерасло у срески комитет. Почетком 1940. године је постао члан Окружног комитета за јужну Бачку, а на Шестој покрајинској партијској конференцији Савеза комуниста Југославије за Војводину је био изабран за члана ПК КПЈ за Војводину. Пред априлски рат је радио на образовању борбених десетина на терену средње Бачке. За време првих месеци окупације је илегално живео у Бечеју и околини и окупљао партијско чланство и скојевце припремајући их за извршење борбених задатака. Током јула је извршено више диверзија у бечејском срезу под његовим руководством. У новембру 1941. године је непријатељ сазнао где се крије и опколили су кућу у којој је убрзо погинуо. Кућа у улици Иве Лоле Рибара у Бачком Петровом Селу где је рођен Шаму Михаљ, члан Покрајинског комитета за Војводину заслужан за развитак радничког покрета у Војводини у периоду пред Други светски рат и за развитак Народноослободилачке борбе првих година окупације, због своје историјске вредности је утврђена за споменик културе. У централни регистар је уписана 16. фебруара 2005. под бројем СК 1863, а у регистар Покрајинског завода за заштиту споменика културе Петроварадин истог дана под бројем СК 72.